# Zeitz
Zeitz és una ciutat d'Alemanya a l'estat de Saxònia-Anhalt a la vora del riu Elster. Zeitz és un punt d'enllaç de les línies fèrries Leipzig-Probstzella i Weißenfels-Zeitz, a 160 m sobre el nivell del mar. Té diversos ponts que travessen el riu, i una església catòlica i cinc d'evangèliques, antic Ajuntament, monuments a l'emperador Guillem I i al regidor Delbrück (erigit pel seu deixeble Guillem IV, Gimnàs, Escola d'Arts i Oficis, Biblioteca pública (25.000, volums), Orfanat, Tribunal de Justícia, Oficina de muntanyes, etc. i un ferrocarril funicular que uneix el nucli antic de la ciutat amb l'eixample d'aquesta, que els últims anys ha agafat amb empenta la construcció.
Malgrat que la Reunificació alemanya va fer marxar diverses indústries principals, encara i resten algunes com la construcció de maquinària, carruatges i objectes de fusta, pianos, sabons i perfumeria, gèneres de llana i cotó, sucre, etc. Immediats a la ciutat hi ha els Dominis Zeitz (Domäne Zeits), aquest complex fou el punt de mira dels bombardeigs de la segona Guerra Mundial, en aquells anys tenia un institut educatiu per a infants orfes. El castell Moritzburg, antiga residència dels bisbes de Zeitz i des de 1653 fins a 1717 dels ducs de Saxònia-Zeitz, amb l'església de la Trinitat, que durant molts anys fou un asil i correccional.

## Història
Zeitz fou una antiga colònia eslava, adquirí gran importància en el segle x en fer-la el rei Otó I del Sacre Imperi Romanogermànic (968) seu episcopal i crear la Marca de Zeitz. El caràcter de municipi independent no l'adquirí fins després del 1200. A caus de les freqüents invasions dels vendes, el bisbe traslladà la seu a Naumburg (Saale) (1029), pel qual el bisbat prengué el nom de Naumburg-Zeitz. El 1537 es tingueren a Zeitz les negociacions — per cert estèrils— per la renovació del pacte de successió entre Brandenburg, Hessen i Saxònia. Allí hi residiren des del 1656 fins al 1718 els ducs de Saxònia-Zeitz.